# Florence Warner (álbum)
Florence Warner es el álbum de estudio debut homónimo de la cantante estadounidense del mismo nombre. Fue publicado a principios de enero de 1974 a través de Epic Records.

## Recepción de la crítica
Un escritor no especificado de la revista Cash Box indicó que Warner “realmente se destaca con una deslumbrante selección de material que ejecuta a la perfección”, y calificó su versión de «Remember» de Harry Nilsson como “ciertamente memorable y mantiene un grado de aplomo que ni siquiera los artistas veteranos suelen lograr”. Un escritor no especificado de la revista Record World señaló que “Florence Warner tiene una voz a la altura. Este álbum, hábilmente ejecutado por los mejores productores que Nashville tiene para ofrecer, Spreen y Putnam, brilla de un lado a otro”. Un escritor no especificado de la revista Billboard comentó: “La dama cuenta con una voz dulce y clara utilizada eficazmente en una serie de canciones de contemporáneos como Dan Fogelberg, Kenny Loggins, Todd Rundgren y en una hermosa interpretación de «Remember» de la pluma de Harry Nilsson. Glen Spreen y Norbert Putnam aportan valores de producción de buen gusto”.

## Rendimiento comercial
Billboard informó en la semana que finalizó el 2 de febrero de 1974 que Florence Warner fue una selección de radio FM con transmisión en WPLR-FM y WCMF-FM, dos de las principales estaciones progresivas del país.

## Lista de canciones
| Lado uno |                                        |                         |          |  |
| N.º      | Título                                 | Escritor(es)            | Duración |  |
| 1.       | «It Wouldn't Have Made Any Difference» | Todd Rundgren           | 2:59     |  |
| 2.       | «Love Has No Pride»                    | Libby Titus Eric Kaz    | 3:00     |  |
| 3.       | «Dixie»                                | Byron Warner            | 3:16     |  |
| 4.       | «Song from Half Mountain»              | Dan Fogelberg           | 3:05     |  |
| 5.       | «We're Over»                           | Barry Mann Cynthia Weil | 2:57     |  |

| Lado dos |                            |                                 |          |  |
| N.º      | Título                     | Escritor(es)                    | Duración |  |
| 1.       | «Till the Ends Meet»       | Kenny Loggins                   | 3:02     |  |
| 2.       | «I Believe in Lonely»      | Norbert Putnam Richard Mainegra | 2:38     |  |
| 3.       | «Dreamer»                  | Florence Warner                 | 3:23     |  |
| 4.       | «The Lady Loves the River» | Dan Fogelberg                   | 2:55     |  |
| 5.       | «Instrumental Interlude»   |                                 | 0:50     |  |
| 6.       | «Remember»                 | Harry Nilsson                   | 3:42     |  |

## Créditos y personal
Créditos adaptados desde las notas de álbum de Florence Warner.
Personal técnico
- Glen Spreen – productor (todas las canciones), arreglos
- Norbert Putnam – coproductor (4, 11)
- Bill Barnes – diseño de portada, fotografía